# Janet (nome)
Janet  è un nome proprio di persona inglese femminile.

## Varianti
- Femminili: Janette[1][2], Jannette[1], Janetta[1][2], Jeannette
  - Ipocoristici: Netta[2], Nettie[2]

### Varianti in altre lingue
- Gallese: Sioned[1][2]
- Scozzese: Seònaid[2]

## Origine e diffusione
Si tratta di un diminutivo medievale di Jane, che è la forma medio inglese del nome Giovanna. Affermatosi fin da subito anche come nome indipendente da Jane, cominciò a diffondersi in Scozia e, nel XVII e XVIII secolo, cominciò ad essere percepito come un tipico "nome da strega" (analogamente a come sarebbe successo a Griselda).
Venne riportato in voga nel XIX secolo; ha un equivalente nel francese Jeannette, che si è diffuso anche in inglese.

## Onomastico
L'onomastico ricorre lo stesso giorno del nome Giovanna.

## Persone
- Janet Achurch, attrice britannica

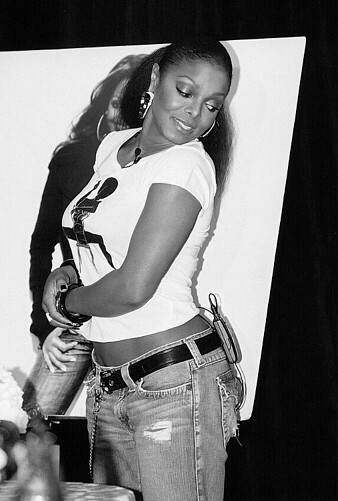
Janet Jackson

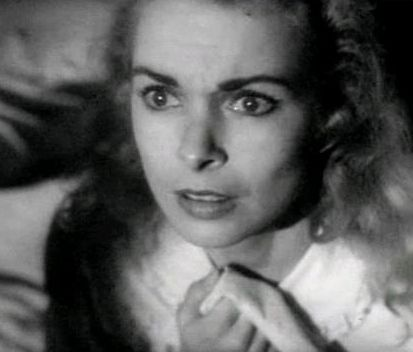
Janet Leigh

- Janet Agren, attrice, modella e cantante svedese
- Janet Baker, mezzosoprano britannico
- Janet Blair, attrice statunitense
- Janet Ertel, cantante statunitense
- Janet Evanovich, scrittrice statunitense
- Janet Farrar, saggista britannica
- Janet Gardner, cantante statunitense
- Janet Gaynor, attrice statunitense
- Janet Gray Hayes, politica statunitense
- Janet Jackson, cantautrice, attrice e ballerina statunitense
- Janet Kavandi, astronauta e chimica statunitense
- Janet Leigh, attrice statunitense
- Janet Munro, attrice britannica
- Janet Napolitano, politica statunitense
- Janet Rossant, biologa e ricercatrice canadese
- Janet Stewart, madre di Enrico d'Angoulême
- Janet Varney, attrice, doppiatrice e conduttrice televisiva statunitense
- Janet Yellen, economista e politica statunitense

### Varianti
- Janette Hargin, sciatrice alpina svedese
- Janette Husárová, tennista slovacca

## Il nome nelle arti
- Janet Fraiser è un personaggio della serie televisiva Stargate SG-1.
- Janet Weiss è un personaggio del musical The Rocky Horror Show.